# Ганимед (митология)
Вижте пояснителната страница за други значения на Ганимед.
Ганимед (на гръцки: Γανυμήδης) в древногръцката митология е прекрасен младеж, син на троянския цар Трос и нимфата Калироя. Бил брат на Ил и Асарак. Според Еврипид е син на Лаомедонт. Заради своята необикновена красота, докато пасял стадата на баща си по склоновете на Ида, той бил похитен от Зевс (под образа на орел или чрез изпратен от него орел) и отведен на Олимп, където поел задълженията на виночерпец на боговете, които дотогава принадлежали на Хеба, и станал любим на Зевс. За утешение на баща му, Зевс му подарил колесница с безсмъртни коне (или златна лоза, изработена от Хефест). Ганимед бил поставен на небето във вид на съзвездието Водолей.
Отвличането на Ганимед е често срещан сюжет в изобразителното изкуство. На тази тема има произведения на Леохар, Кореджо, Рембранд, Торвалдсен и др.).
Името „Ганимед“ има и преносна употреба, като с него се назовава красиво момче, обикновено на юношеска възраст, което разпалва хомосексуална страст у мъжете.